# 단색 색상

단색 색상표의 예

단색 색상은 단일 색조의 모든 색상이다. 단색 색상표는 단일 기본 색상에서 파생되며 색조를 사용하여 연장된다. 색조는 흰색과 색상을 더함으로써 얻을 수 있고 색조는 더 어두운 색, 회색 또는 검은색을 더해서 조절할 수 있다.

## 같이 보기
- 그레이스케일
- 명도
- 채도